# Watson i rekin

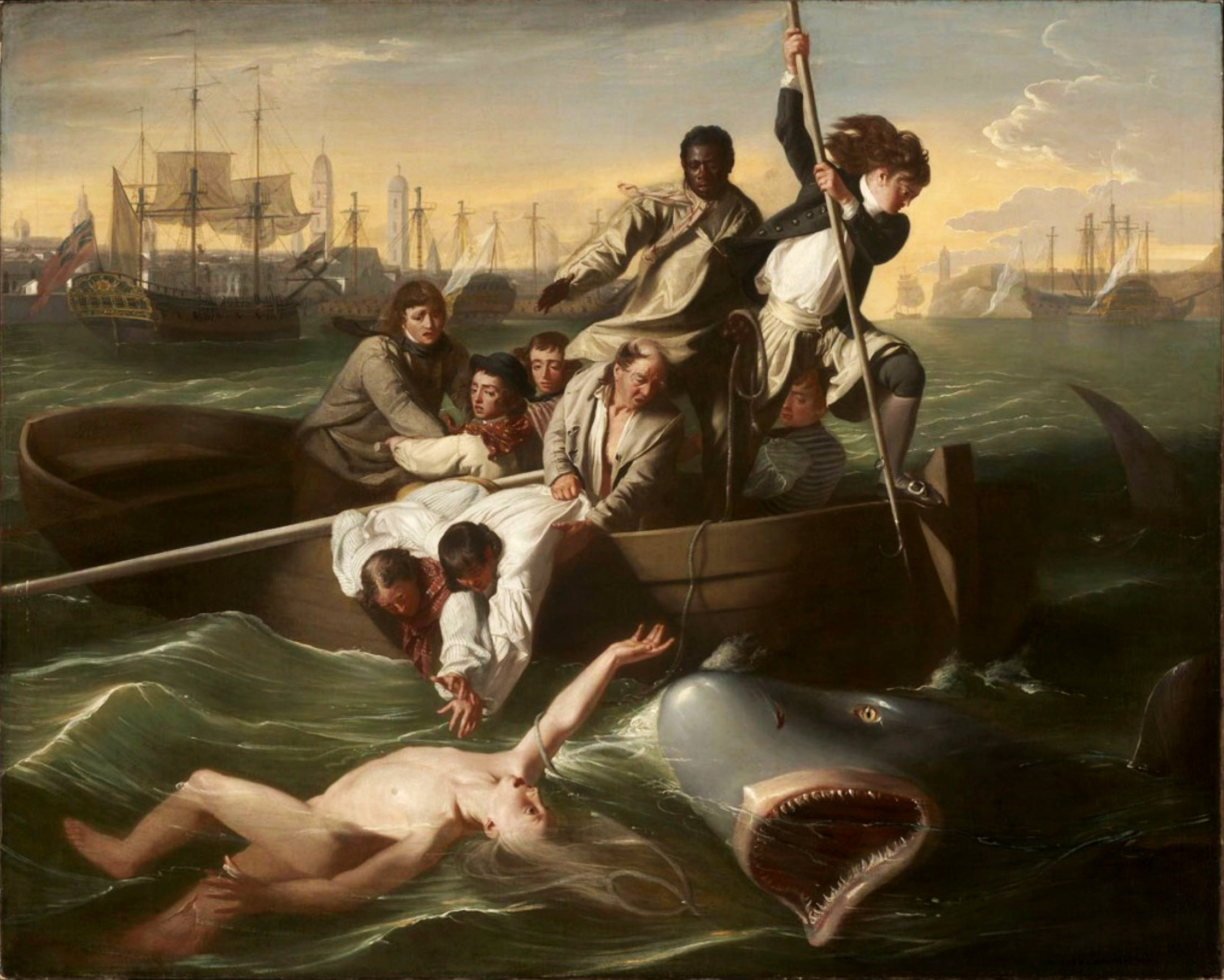
Museum of Fine Arts w Bostonie
(182,9 × 229,2 cm), 1778.

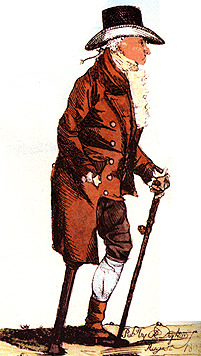
Karykatura Brooka Watsona autorstwa Roberta Dightona z 1803.

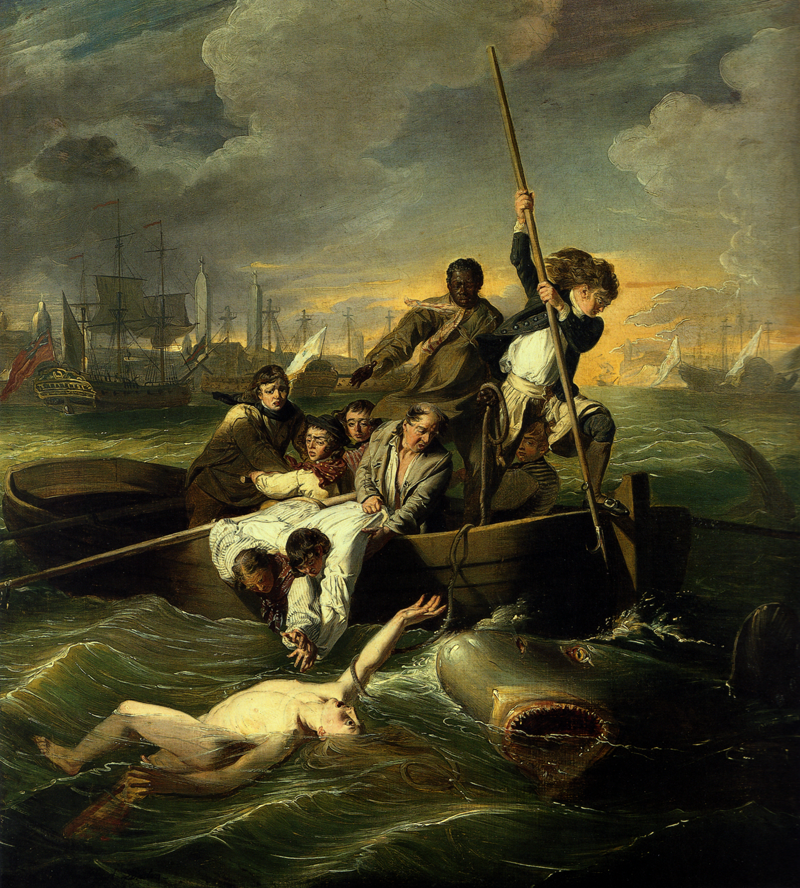
Detroit Institute of Arts
(91,4 × 77,5 cm), 1782.

Watson i rekin (ang. Watson and the Shark) – seria trzech obrazów olejnych amerykańskiego malarza Johna Singletona Copley'a.
Oryginalny obraz został namalowany na zamówienie Brooka Watsona. Temat dzieła był z góry ustalony: miał ilustrować autentyczne wydarzenia, jakie rozegrały się w młodych latach zleceniodawcy.

## Geneza
W 1749 statek handlowy z Nowej Anglii zawinął do portu w Hawanie. Jeden z jego marynarzy postanowił popływać w wodach ciepłego morza. Przyjemność czerpana z chłodu wód karaibskich została zakłócona. Pływającego chłopca zaatakował rekin. Dwukrotnie zaatakowany marynarz, zanim został uratowany, stracił większą część uda oraz stopę. Lekarz amputował prawą nogę powyżej kolana. Tym chłopcem był Brook Watson.

Watson przeżył spotkanie z rekinem, a kariera handlowca zaprowadziła go na szczyty. Był generalnym intendentem brytyjskiej armii w Kanadzie, członkiem parlamentu, dyrektorem Banku Anglii, szeryfem i burmistrzem Londynu, a w 1803 otrzymał tytuł baroneta. Watson był również zwolennikiem torysów i przeciwnikiem amerykańskich rewolucjonistów. Zasłynął ze swojej surowości wobec amerykańskiego dowódcy, Ethana Allena i jego żołnierzy pojmanych w 1775 pod Montrealem i transportowanych do Anglii na jego statku. Watson był wówczas handlowcem i kapitanem statku handlowego Adamant. Allen w swoich wspomnieniach napisał o Watsonie: 

...mężczyzna o usposobieniu złośliwym i okrutnym, którego prawdopodobnie do ćwiczenia owej wrogości prowokowała banda torysów żeglujących z nim do Anglii (E. Allen A narrative ... s. 17)

 Amerykanie długo pamiętali krzywdę i niechęć Watsona wobec ich patriotów. Podobną niechęć lub złośliwość czynili wobec artysty Copleya, który znał kapitana (współpracował z krewnymi jego żony) i mieszkał w Anglii. W 1905, amerykański historyk sztuki Samuel Isham wydał swoją Historię malarstwa amerykańskiego, gdzie w biografii malarza skwitował jego znajomość z Watsonem:

Są tacy, którzy sympatyzują z rekinem

W 1778, kiedy Watson złożył zamówienie na obraz, był komisarzem w Kanadzie. Być może drewniana proteza, nasuwająca różne skojarzenia, przeszkadzała mu w dalszej karierze. Obraz miał usprawiedliwić jego kalectwo i nadać mu bardziej romantyczny charakter. Scena, jaką namalował Copley, była przepełniona dramatyzmem, napięciem i odwagą wszystkich postaci.

## Opis obrazu
Scena przedstawia moment, gdy chłopiec zauważa rekina i próbuje za wszelką cenę dostać się do łodzi. Rekin z otwartą paszczą atakuje chłopca. Ten wyciąga rękę do nadpływających marynarzy. Dwaj z nich pochylają się ku niemu, gdy trzeci stoi na dziobie i przygotowuje się do rzutu harpunem. Z prawej strony inny marynarz trzyma linę. Wszyscy są przerażeni. Copley efekt grozy uzyskuje dzięki trójkątnej kompozycji. U jego podstawy znajduje się postać chłopca i rekina tworzący zygzakowatą linię, a wypełnienie stanowi kadłub łodzi. Boki trójkąta tworzą mężczyźni z harpunem i liną, absorbujący i kierujący wzrok widza w kierunku rekina, tworząc napięcie niepewności, czy ludojad zaatakuje chłopca zanim otrzyma cios harpunem. Pełnej dynamizmu scenie przeciwstawiony jest statyczny widok portu w tle.

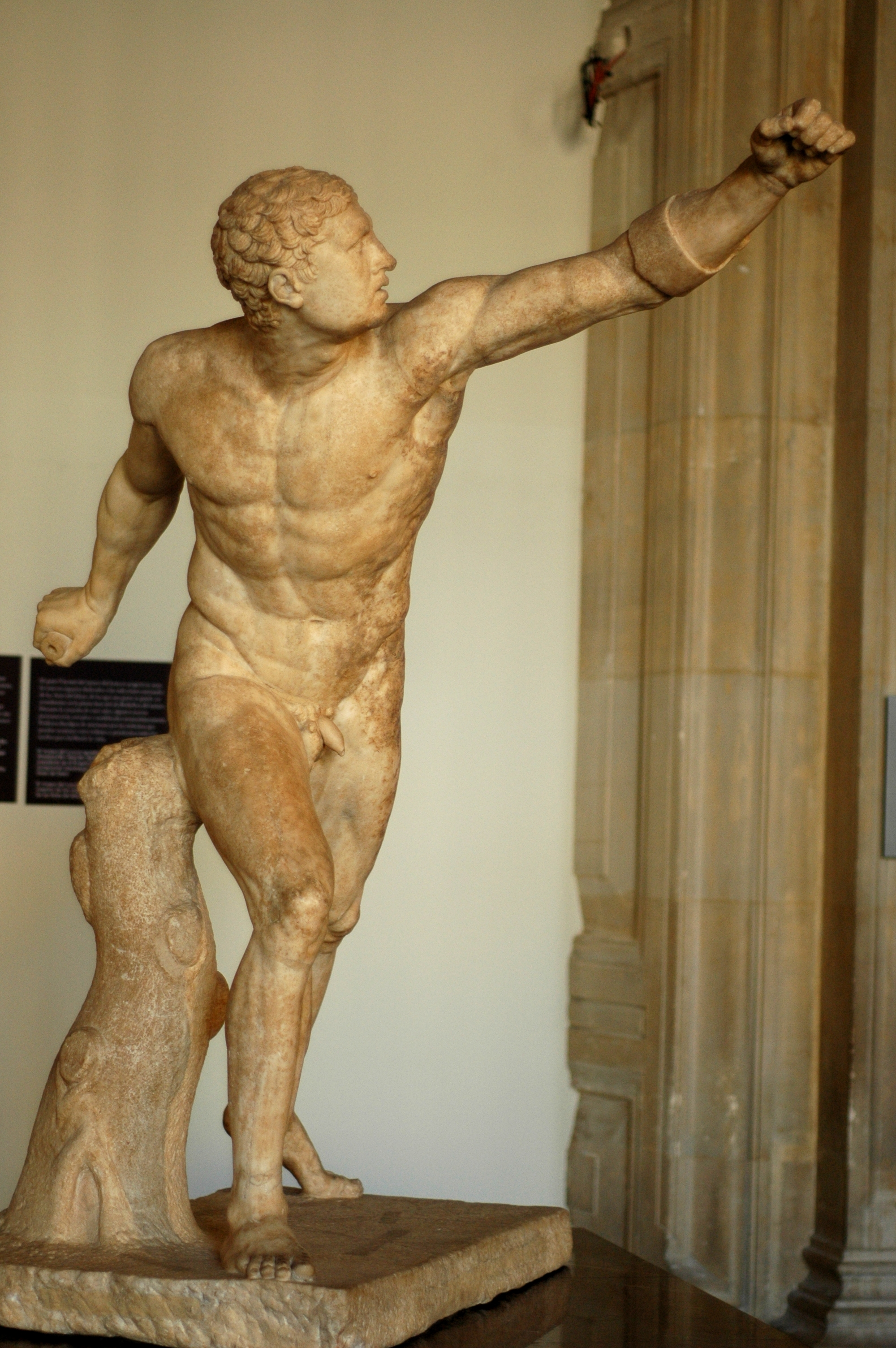
Szermierz Borghese, Luwr.

## Inspiracje
Obraz powstał na podstawie zasłyszanej opowieści z ust Watsona. Copley nigdy nie był na Kubie i nie widział portu. Jego widok został przedstawiony na podstawie istniejących rycin i grafik. Na linii brzegowej można rozpoznać Castel Morro. Postać chłopca miała swój pierwowzór w – znajdującej się w Luwrze – rzeźbie Szermierz Borghese autorstwa starożytnego greckiego rzeźbiarza Agasiasa syna Menofilosa. W kompozycji postaci można zauważyć wyraźne wpływy sztuki renesansu i elementy zaczerpnięte ze starożytnej rzeźby Grupy Laokoona. Postacie ratowników mogą być inspirowane postaciami z Rubensowskiego dzieła pt. Jonasz wypadający do morza, a sylwetka łodzi z Cudownego rozmnożenia ryb. Najmniej udaną postacią jest rekin. Copley nigdy nie widział atakującego rekina, dlatego też popełnił kilka błędów w przedstawieniu jego anatomicznej budowy, np. oczy są zwrócone ku przodowi.

## Historia obrazu
Pierwotnie obraz nosił tytuł Młodzieniec i rekin. Pod takim tytułem w 1778 został wystawiony w Królewskiej Akademii Sztuki w Londynie. W katalogu wystawy opatrzony był opisem: Obraz ukazuje chłopca zaatakowanego przez rekina i uratowanego przez kilku żeglarzy w łodzi, a oparty jest na autentycznym wydarzeniu, do którego doszło w porcie w Hawanie. Obraz zyskał pomyślne recenzje, a Copley rok później został przyjęty do Królewskiej Akademii Sztuki. Zamówione płótno znajdowało się w domu donatora aż do jego śmierci w 1807. Zgodnie z jego wolą obraz został przekazany do szkoły dla chłopców, Christ's Hospital. Na jego ramie znajdował się napis, iż stanowi ona „najużyteczniejszą lekcję dla młodzieży”. Inskrypcja niosła więc dwa przesłania dla młodych chłopców: być roztropnym i nie ryzykować życia ani zdrowia w niebezpiecznych przygodach, oraz: żadne trudności nie są barierą do uzyskania sukcesu. We wrześniu 1819 obraz zawisł w głównej sali szkolnej. W 1963 dzieło zostało zakupione przez National Gallery of Art w Waszyngtonie.
Copley stworzył trzy kopie obrazu. Pierwsza znajduje się w National Gallery of Art w Waszyngtonie. Drugą kopię wykonał dla siebie, i znajduje się ona w Museum of Fine Arts w Bostonie. Trzecia, nieco mniejsza i o bardziej pionowej kompozycji, znajduje się w Detroit Institute of Arts.